# Decalque

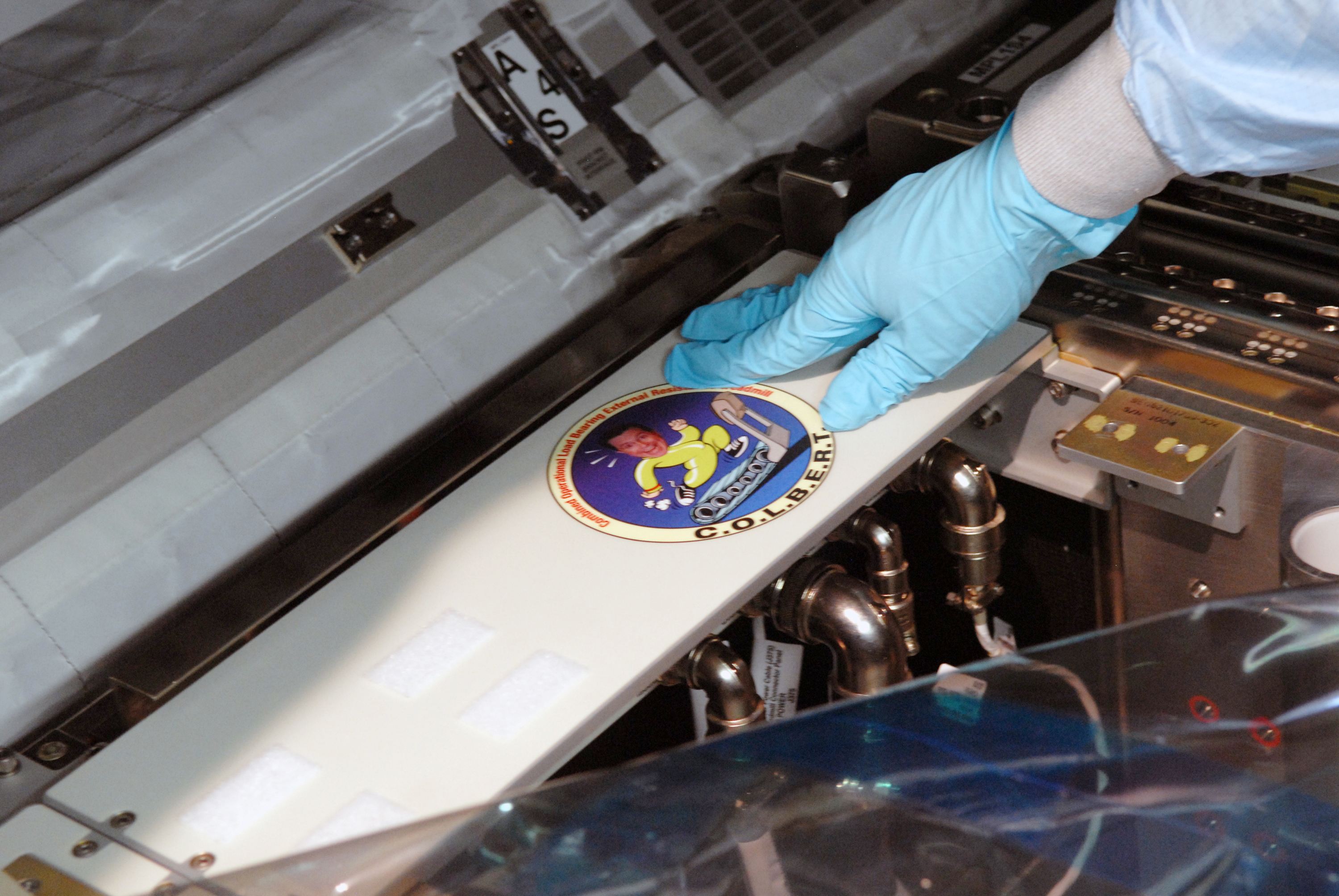
Um decalque sendo anexado a uma peça de máquina

Um decalque (/ˈdiːkæl/, /USalsodᵻˈkæl/, CAN /ˈdɛkəl/) é um plástico, tecido, papel ou substrato cerâmico que tem impresso nele um padrão ou imagem que pode ser movido para outra superfície em contato, geralmente com o auxílio de calor ou água.
A palavra é abreviação de decalcomania, que é a versão em inglês da palavra francesa décalcomanie.
A técnica foi inventada por Simon François Ravenet, um gravurista da França que mais tarde se mudou para a Inglaterra e aperfeiçoou o processo que chamou de "décalquer" (que significa "copiar traçando"); tornou-se difundido durante a mania de decalque ou mania do final do século XIX.

## Processo de produção moderno
A produção em massa de decalques de vinil começa com grandes rolos de folha de vinil. O vinil é alimentado através de um plotter de recorte ou impressora/cortadora de grande formato que imprime a imagem desejada e recorta as formas desejadas. Os projetos são normalmente criados usando software de computador especializado e enviados para as máquinas eletronicamente. Depois que os padrões são cortados, o excesso de vinil na folha é removido em um processo chamado weeding. Por fim, uma pré-máscara de papel pode ser aplicada na parte superior do desenho do vinil, permitindo a fácil aplicação de várias letras e formas.
Uma inovação recente envolve a inclusão de um circuito de identificação por radiofrequência (RFID) (chip e antena) no papel ou filme.